# جيمس هاميلتون (سياسي أمريكي)
جيمس هاميلتون (بالإنجليزية: James Hamilton)‏ هو سياسي أمريكي، ولد في 1710، وتوفي في 1783.